# Ambasciatori del Baden in Prussia
L'ambasciatore del Baden in Prussia era il primo rappresentante diplomatico del Baden in Prussia.
Le relazioni diplomatiche iniziarono ufficialmente nel 1777 e terminarono nel 1932.

## Elettorato del Baden
- 1777–1783: Ludwig Georg von Reckert
- 1784–1798: Johann Carl Conrad Oelrichs (1722–1799)

## Granducato di Baden
- 1815-1817: vacante
- 1817–1821: Joseph von Stockhorn von Starein (1794–1876)
- 1821–1826: Wilhelm von Meyern (1733–1826)
- 1826–1847: Carl Ludwig von Franckenberg-Ludwigsdorff (–1849)
- 1848–1849: vacante
- 1850–1851: Ludwig von Porbeck (1805–1851)
- 1851–1856: Wilhelm Rivalier von Meysenbug (1813–1866)
- 1856–1864: Adolf Marschall von Bieberstein (1806–1891)
- 1864–1883: Hans von Türckheim zu Altdorf (1814–1912)
- 1883–1890: Adolf Marschall von Bieberstein (1806–1891)
- 1890–1893: Arthur von Brauer (1845–1926)
- 1893–1903: Eugen von Jagemann (1849–1926)
- 1903–1915: Siegmund Theodor von Berckheim (1851–1927)
- 1915–1918: Friedrich Nieser (1861–1945)

## Libero stato del Baden
- 1918-1925: Friedrich Nieser (1861–1945)
- 1926–1931: Franz Xaver Honold (1881–1939)
- 1931–1932: Hermann Fecht (1880–1952)

1932: Chiusura dell'ambasciata